# Massimo Ambrosini
Massimo Ambrosini (Pésaro, 29 de maio de 1977) é um ex-futebolista italiano que atuava como volante.
Considerado um dos maiores ídolos da história do Milan, conquistou o Campeonato Italiano em quatro ocasiões, duas Liga dos Campeões da UEFA, um Mundial de Clubes, uma Copa da Itália, dentre outros títulos.
Quando jogador, tinha como principal característica a forte marcação no meio-campo, além de uma grande disposição física. Além disso, possuía um bom cabeceio, passes precisos e excelentes lançamentos.

## Carreira

### Início
Ambrosini começou sua carreira na Serie B, com o Cesena, de 1994 a 1995. Até que ainda em 1995 assinou contrato com o Milan, na época comandado por Fabio Capello.
Em 1997 foi emprestado ao Vicenza, onde foi uma peça chave para a promoção do time a primeira divisão do Campeonato Italiano. Foi então que Ambrosini passou a ser titular do Milan, levando o time ao título da Campeonato Italiano de 1998–99. Posteriormente ele viu suas chances serem limitadas por um lesão no joelho, antes de voltar para o elenco do Milan que foi campeão da Copa da Itália e da Liga dos Campeões da UEFA de 2002–03, onde ele substituiu Rui Costa aos 42 minutos do segundo tempo na final contra a Juventus, no Old Trafford.

### Milan

#### Primeiras temporadas
Na temporada 2003–04, atuou em 20 partidas e marcou um gol. Em março de 2005, renovou contrato com os Rossoneri, assinando até junho de 2008. Na temporada 2004–05, jogou 22 partidas pelo Milan e marcou um gol. Novamente renovou seu contrato com o Milan em março de 2005.
Na temporada 2005–06, sofreu com contusões, o que o limitou a jogar apenas 13 partidas — marcando um gol — pelo Campeonato Italiano. Isso o tirou da Seleção Italiana que disputou a Copa do Mundo de 2006. Após Ambrosini ficar totalmente recuperado de suas lesões, ele não foi titular de imediato devido às boas fases de Gennaro Gattuso e Andrea Pirlo, mas após uma série de performances impressionantes, ele finalmente convenceu o técnico Carlo Ancelotti a mudar a sua formação do 4-3-1-2 para o 4-3-2-1. Ambrosini marcou dois gols decisivos de cabeça pelo Campeonato Italiano, contra Sampdoria e Atalanta, respectivamente. Na temporada 2006–07 ele começou como titular e participou das vitórias do Milan sobre o Bayern de Munique e sobre o Manchester United pela Liga dos Campeões, tendo papel fundamental no meio-campo Rossoneri graças a sua visão de jogo e seus bons desarmes. No jogo de volta da semifinal, contra o United, roubou a bola e tocou para Alberto Gilardino marcar e definir a vitória por 3 a 0.
Ambrosini chegou a cogitar uma transferência par a Fiorentina devido à falta de espaço no Milan, mas mudou de ideias após a semifinal da Liga dos Campeões contra o Manchester United. Ele renovou seu contrato com os Rossoneri até 2010. O Milan avançou para a final e foi campeão após vencer o Liverpool por 2 a 1, com Ambrosini sendo titular. Pouco depois, devido a ausência de Paolo Maldini, Ambrosini foi capitão do Milan na Supercopa da UEFA de 2007, vencendo o Sevilla por 3 a 1.

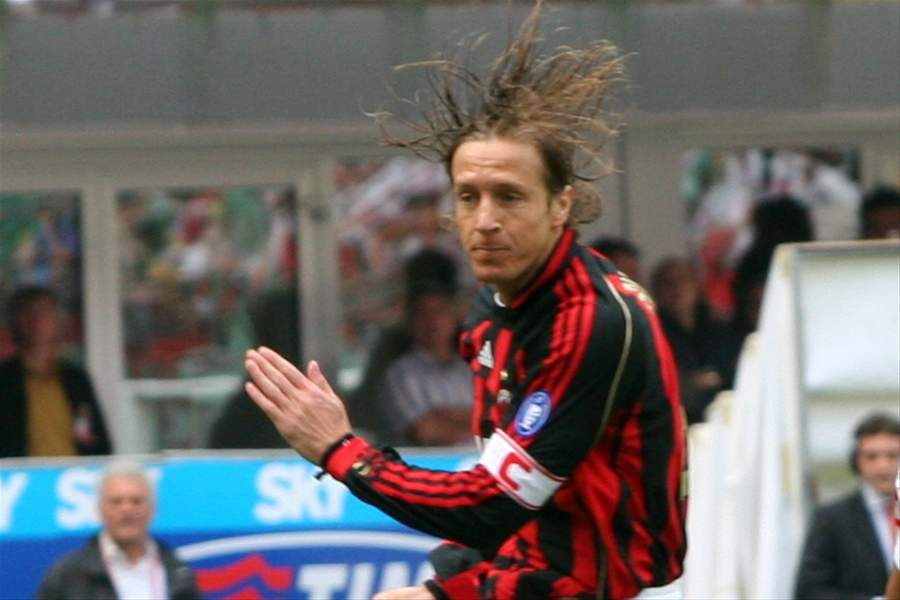
Ambrosini atuando pelo Milan em maio de 2007

#### 2007–08
Nesta temporada, Ambrosini anotou quatro tentos. O volante marcou gols decisivos contra Palermo e Empoli, e jogou contra a Internazionale no dia 4 de maio de 2008, dando a assistência para Kaká marcar o segundo gol. Ambrosini teve um excelente desempenho durante todo o jogo, na qual o Milan venceu por 2 a 1. Infelizmente, apesar de ganhar 4 a 1 contra a Udinese no último jogo da temporada, o Milan só poderia terminar em quinto no Campeonato Italiano, e assim se classificou para a Copa da UEFA.

#### 2008–09
Durante a temporada 2008–09, Ambrosini foi mais uma vez uma vez regular na equipa de Milão, disputando 33 jogos pela equipe. Durante a pré-temporada, fez um amistoso contra a Juventus, o jogador foi eleito o homem-do-jogo, pois marcou dois gols e garantiu a vitória do Milan. Seu segundo gol foi em um chute de fora da área, no ângulo do goleiro Alex Manninger.
Esta temporada também foi memorável para ele, pois marcou um total de oito gols, a temporada mais artilheira da sua carreira. Seu primeiro gol foi em uma derrota de 3 a 2 para Roma, onde durante o jogo ele recebeu o segundo cartão amarelo e foi expulso.

#### 2009–10
Logo no início da temporada, renovou com o Milan até 2011. Em seguida foi anunciado como o novo capitão do time, substituindo o posto que era de Paolo Maldini. Entretanto, como não atuou na pré-temporada, Gennaro Gattuso foi o capitão da equipe. Posteriormente, com a contusão de Gattuso, Ambrosini voltou a ser titular e capitão do time Rossoneri. Nos dois jogos contra o Real Madrid pela fase de grupos da Liga dos Campeões, o volante simplesmente anulou o ex-companheiro Kaká e foi considerado um dos melhores em campo nessas duas partidas.

#### 2010–11
Embora nesta temporada tenha sido reserva de Mark van Bommel, Ambrosini foi campeão do Campeonato Italiano, onde o Milan conquistou o título com três jogos de antecedência. No dia 19 de maio de 2011, teve seu seu contrato renovado para continuar na equipe por mais um ano.

#### 2012–13

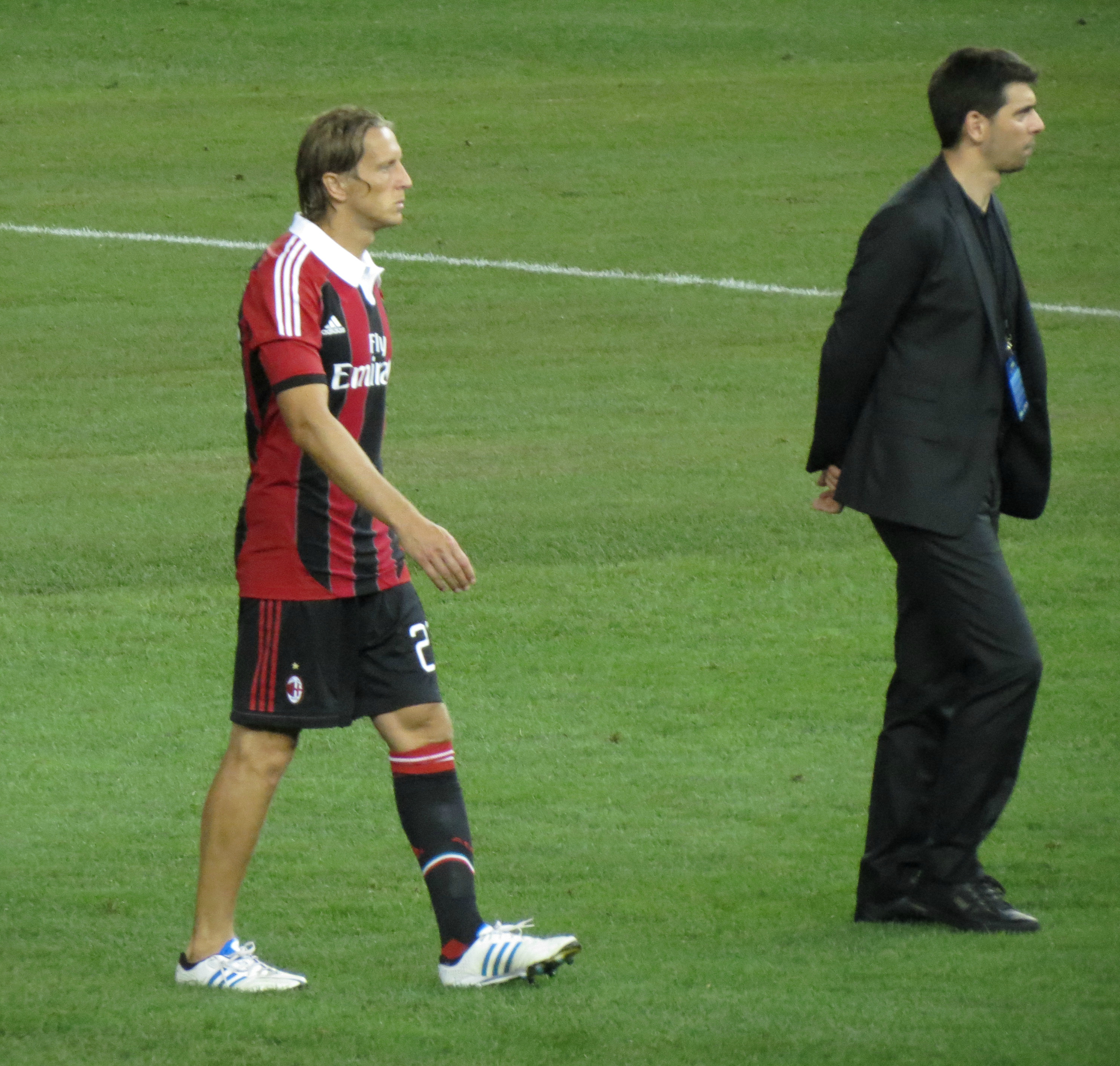
Ambrosini na partida contra o Real Madrid em que o Milan perdeu por 5 a 1 no Yankee Stadium, em Nova Iorque

Após a decepcionante temporada de 2011–12, depois de terminar como vice-campeão e ver a saída de grandes companheiros, como Filippo Inzaghi, Alessandro Nesta, Gennaro Gattuso e Clarence Seedorf, Ambrosini considerou deixar o clube, mas o vice-presidente Adriano Galliani conseguiu convencê-lo a renovar seu contrato por mais um ano e continuar sendo o capitão do Milan na temporada 2012–13. No dia 3 de janeiro, em um amistoso que o Milan disputava, Kevin-Prince Boateng, seu companheiro de equipe, sofreu insultos da torcida do Pro Patria aos 26 minutos do primeiro tempo. Após o incidente, o time do Milan resolveu abandonar a partida. Depois do jogo, Ambrosini lamentou o incidente.
| “ | A intenção dos jogadores é mandar uma mensagem ao mundo - É hora de parar com isso. | ” |

Realizou sua partida de número 338 pelo Milan no dia 10 de fevereiro, contra o Cagliari, em um empate por 1 a 1 fora de casa. Na ocasião, quem marcou o gol do Rossoneri foi Mario Balotelli.

### Fiorentina
"O nosso caminho e o caminho do Ambrosini vão separar-se, uma vez que ele não vai renovar pelo Milan", declarou Adriano Galliani ao site Sky Itália, no dia 11 de junho de 2013. No dia 4 de julho, o volante foi oficialmente confirmado como jogador da Fiorentina até junho de 2014.

## Seleção Nacional
Realizou sua estreia pela Seleção Italiana em abril de 1999, contra a Croácia, e participou das Olimpíadas de 2000 e da Eurocopa de 2000. Por conta de lesões, não disputou a Copa do Mundo de 2002 e a Eurocopa de 2004.
No dia 16 de agosto de 2006, depois de quase dois anos ausente, Ambrosini voltou a jogar pela Itália.

## Vida pessoal
É casado e sua esposa se chama Paola Ambrosini. O casal tem dois filhos: Federico Ambrosini, nascido em 11 de maio de 2009, e Angelica Ambrosini, nascida em 21 de novembro de 2011.

## Estatísticas

### Clubes
| Equipe            | Temporada         | Campeonato Nacional | Campeonato Nacional | Copa Nacional | Copa Nacional | Competição Continental | Competição Continental | Outras competições | Outras competições | Total | Total |
| Equipe            | Temporada         | Jogos               | Gols                | Jogos         | Gols          | Jogos                  | Gols                   | Jogos              | Gols               | Jogos | Gols  |
| ----------------- | ----------------- | ------------------- | ------------------- | ------------- | ------------- | ---------------------- | ---------------------- | ------------------ | ------------------ | ----- | ----- |
| Cesena            | 1994–95           | 25                  | 1                   | 2             | 0             | –                      | –                      | –                  | –                  | 27    | 1     |
| Cesena            | Total             | 25                  | 1                   | 2             | 0             | –                      | –                      | –                  | –                  | 27    | 1     |
| Vicenza           | 1997–98           | 27                  | 1                   | 1             | 0             | 7                      | 0                      | 1                  | 0                  | 36    | 1     |
| Vicenza           | Total             | 27                  | 1                   | 1             | 0             | 7                      | 0                      | 1                  | 0                  | 36    | 1     |
| Milan             | 1995–96           | 7                   | 0                   | 4             | 0             | 3                      | 0                      | –                  | –                  | 14    | 0     |
| Milan             | 1996–97           | 11                  | 0                   | 3             | 0             | 4                      | 0                      | –                  | –                  | 18    | 0     |
| Milan             | 1998–99           | 26                  | 1                   | 3             | 0             | –                      | –                      | –                  | –                  | 29    | 1     |
| Milan             | 1999–00           | 29                  | 2                   | 4             | 0             | 2                      | 0                      | 1                  | 0                  | 36    | 2     |
| Milan             | 2000–01           | 16                  | 3                   | 3             | 1             | 7                      | 0                      | –                  | –                  | 26    | 4     |
| Milan             | 2001–02           | 9                   | 3                   | 1             | 0             | 3                      | 0                      | –                  | –                  | 13    | 3     |
| Milan             | 2002–03           | 21                  | 1                   | 3             | 1             | 13                     | 0                      | –                  | –                  | 37    | 2     |
| Milan             | 2003–04           | 20                  | 1                   | 3             | 1             | 7                      | 0                      | 2                  | 0                  | 32    | 2     |
| Milan             | 2004–05           | 22                  | 1                   | 4             | 2             | 11                     | 1                      | 1                  | 0                  | 38    | 4     |
| Milan             | 2005–06           | 13                  | 1                   | 1             | 0             | 4                      | 0                      | –                  | –                  | 18    | 1     |
| Milan             | 2006–07           | 19                  | 2                   | 3             | 0             | 12                     | 0                      | –                  | –                  | 34    | 2     |
| Milan             | 2007–08           | 33                  | 4                   | –             | –             | 8                      | 0                      | 2                  | 0                  | 43    | 4     |
| Milan             | 2008–09           | 28                  | 7                   | –             | –             | 5                      | 1                      | –                  | –                  | 33    | 8     |
| Milan             | 2009–10           | 30                  | 1                   | 1             | 0             | 8                      | 0                      | –                  | –                  | 39    | 1     |
| Milan             | 2010–11           | 18                  | 1                   | 1             | 0             | 4                      | 0                      | –                  | –                  | 23    | 1     |
| Milan             | 2011–12           | 22                  | 1                   | 2             | 0             | 6                      | 0                      | 1                  | –                  | 31    | 1     |
| Milan             | 2012–13           | 20                  | 0                   | 1             | 0             | 4                      | 0                      |                    |                    | 25    | 0     |
| Milan             | Total             | 344                 | 29                  | 37            | 5             | 99                     | 2                      | 7                  | 0                  | 491   | 36    |
| Fiorentina        | 2013–14           | 21                  | 0                   | 1             | 0             | 8                      | 1                      | –                  | –                  | 30    | 1     |
| Fiorentina        | Total             | 21                  | 0                   | 1             | 0             | 8                      | 1                      | –                  | –                  | 30    | 1     |
| Total na carreira | Total na carreira | 415                 | 31                  | 41            | 5             | 114                    | 3                      | 7                  | 0                  | 619   | 39    |

### Seleção Italiana
| Equipe | Ano   | Jogos | Gols |
| ------ | ----- | ----- | ---- |
| Itália |       |       |      |
| 1999   | 1     | 0     |      |
| 2000   | 7     | 0     |      |
| 2001   | 0     | 0     |      |
| 2002   | 6     | 0     |      |
| 2003   | 5     | 0     |      |
| 2004   | 3     | 0     |      |
| 2005   | 0     | 0     |      |
| 2006   | 1     | 0     |      |
| 2007   | 6     | 0     |      |
| 2008   | 6     | 0     |      |
| Total  | Total | 35    | 0    |

## Títulos
Milan
- Serie A: 1995–96, 1998–99, 2003–04 e 2010–11
- Troféu Luigi Berlusconi: 2002, 2005, 2006, 2007, 2008, 2009 e 2011
- Copa da Itália: 2002–03
- Liga dos Campeões da UEFA: 2002–03 e 2006–07
- Supercopa da UEFA: 2003 e 2007
- Supercopa da Itália: 2004 e 2011
- Mundial de Clubes da FIFA: 2007

### Prêmios individuais
- Ordem de Cavaleiro do Mérito da República Italiana: 2000